# Histoire de Castrocaro
L'histoire de Castrocaro Terme e Terra del Sole, dans la province de Forlì-Cesena (Émilie-Romagne) en Italie est étroitement liée à celle de la région et des principales villes limitrophes (Forlì, Forlimpopoli, Cesena et Ravenne), ainsi qu’à la forteresse qui domine la ville sur le mont Poggiolo (Montepoggiolo en italien)

## Étymologie du nom

### Castro Sassubio

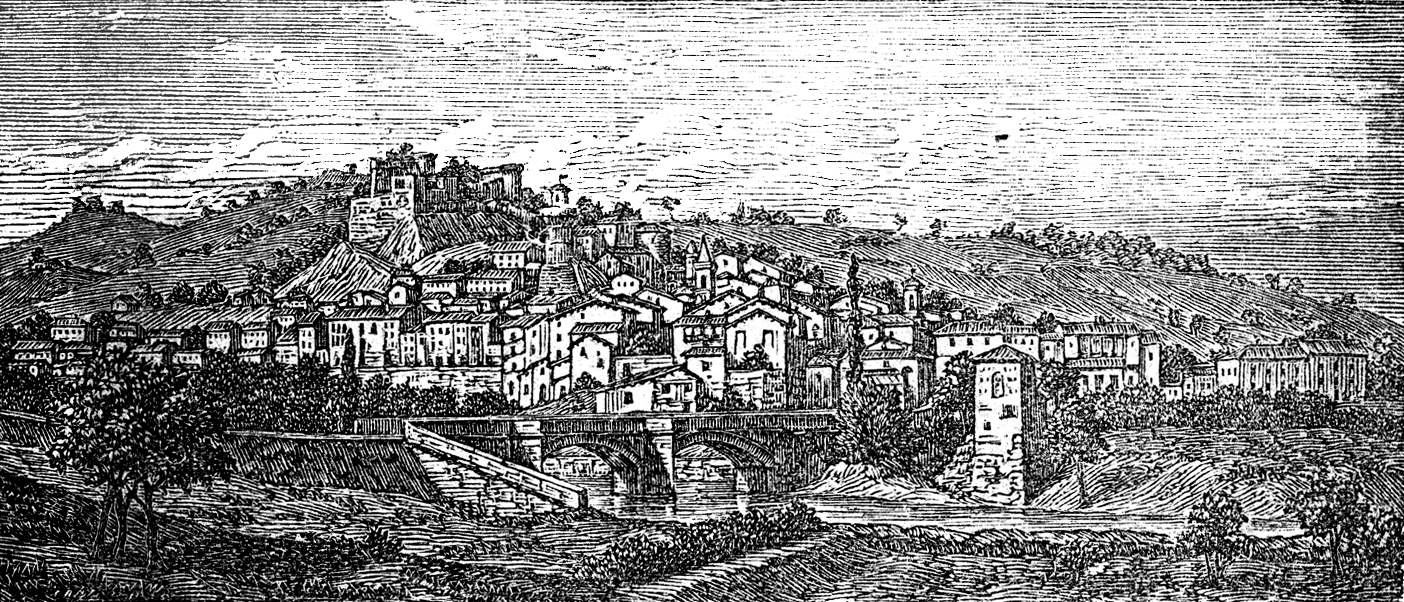
Vue de Castrocaro du XIXe siècle

Dans un passage de la Liber Pontificalis de l'Église romaine, il est dit qu’autour de 754 le roi des Francs, Pépin le Bref, par la main de l’abbé Fulrado, transfère la domination militaire du roi lombard Astolfo à la papauté, certaines localités de l’Exarchat et de la Pentapole, parmi lesquelles « Forumllivi cum castro Sussubio ».

### Castrocarium

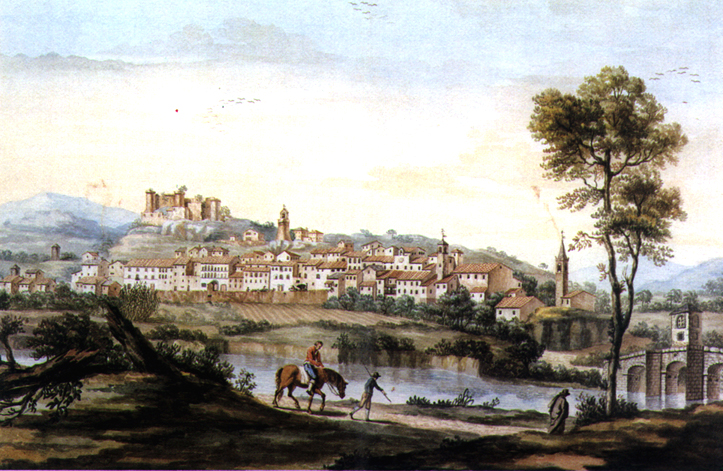
vue de la Terre de Castrocaro - XVIIIe siècle

Le nom « Castrocarium » est celui qui offre diverses interprétations selon les historiens :
- Ce terme indiquait l'origine de deux personnes ; celui d'un témoin présent à Ravenne à la Rogations[1] d'une transaction du monastère de S.Apollinare Nuovo en 1059, et d’un ecclésiastique, prêtre et monarque du monastère de St. Pietro in Vincoli à Ravenne.
- Ce serait la fusion du nom commun « castrum » et de l'anthroponyme « Carius ».
- Une autre hypothèse propose la dérivation d'un nom propre de personne, un certain « Carus » ou « Carinus », qui a vécu au IIIe siècle, mais la thèse n'est pas créditée[2].
- Même la dérivation de « castrum ocarium » dans lequel le mot « ocarium » ferait allusion à la présence d'oies dans la région à l'époque médiévale, est formulée sur la base sémantique tracée dans certains documentaires de référence d’époque antique.
- Historiquement, il est également allégué que s’étaient les Gaulois Boïens, situé dans la zone de Castrocaro vers le IIe siècle, qui construisirent le château et que le nom donné au lieu était « Castercar », composé de deux mots celtes « caster » et « Car » (« lieu cher et affectionné »).[Information douteuse]

## L'emblème
Le premier emblème de Castrocaro qui remonte à 1080 est celui de la famille Pagani, représentant un lion bleu sur fond argenté.
Ensuite il fut adopté, d’abord un emblème avec une croix rouge sur fond argenté (représentation typique de l'enseignement du Christ), et plus tard, par un privilège accordé par Frédéric Barberousse, un aigle noir couronné sur fond d'or.

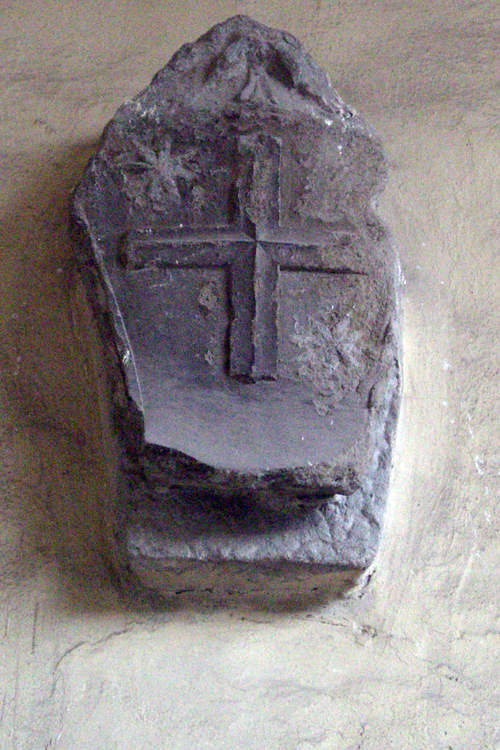
Emblème de pierre de la première moitié du 16e, représentant une croix

Après un privilège accordé par Otto IV, empereur d'Allemagne, une branche de palmier vert dans le bec de l'aigle a été ajoutée à l’emblème précédent.
La communauté a ensuite choisi de le changer de nouveau et de lui donner un fond bleu avec un lion d'or à langue rouge, « passant » et armé.
Avec le passage du château sous la domination de Florence, l’emblème qui avait reçu les couleurs florentines, fut d'abord :
- Dans la première case avec un fond bleu, il y avait un lion d'or, en passant, armé et langue rouge.
- Dans la seconde, sur un fond d'argent, une croix en rouge.
- Dans la troisième, sur fond d'or, l'aigle noir, couronné, tenant dans son bec une palme verte.
- Dans la quatrième case blanche, un lys ouvert à boutons rouges.

Toujours sous domination florentine, l’emblème se présente, dans un second temps, représentant une croix pleine sur laquelle ont été superposées les six boules des Médicis avec la couronne ducale au-dessus.
L'emblème subira encore des changements après 1775, avec la dénomination de la ville en Terra del Sole a une « scission » composée comme suit :
- Dans le premier cadre, fond rouge et un soleil radieux.
- Dans le second, croix rouge sur fond argent.

En 1872, avec le changement de nom de la ville en « Castrocaro et Terra del Sole », le blason est constitué par une moitié de soleil et une demi-croix.
Actuellement, l'emblème est composé :
- Dans le premier panel, une croix en rouge sur fond d'argent.
- Dans le second, un soleil d'or sur un fond rouge.

## Histoire

### Moyen Âge
Ce qui saute immédiatement aux yeux, en arrivant sur les lieux, c’est la forteresse de Montepoggiolo, qui fut aussi le centre principal à l'époque médiévale.
Le site était probablement déjà peuplé à l'époque préhistorique dans la région où le château est toujours debout aujourd'hui, cette région en raison de sa hauteur était facilement défendable et hautement stratégique.
La présence de l'homme ici à l'époque préhistorique est attestée par la découverte de fragments d'argile attribuables à la population des Apennins, trouvés sur les lieux en 1979.
Par contre, la présence romaine n’est pas attestée et aucun repère médiéval n’a été retrouvé, alors que des traces de ces époques ont été trouvées en abondance dans les plaines en aval des lieux et près de l'ancienne église de S. Reparata.
Entre les VIe et VIIIe siècles, il y a une réduction du nombre de centres urbains, en raison du déclin démographique dû à l'invasion des Lombards, la propagation de la famine, la peste et une détérioration du climat qui entraîne des inondations et des alluvions dans les terres bonifiées ; même dans les campagnes nombre de terres cultivées sont abandonnées et recouvertes de forêts, qui, avec les marais et les marécages, effacent désormais la centuriation romaine.
Les centres urbains conservent néanmoins la fonction de siège de l’administration civile et religieuse : entre autres, l'emplacement du diocèse représente l'organisation municipale romaine, tout du moins pour Faenza, Forlì, Sarsina, Cesena.
Ravenne garde le rôle de guide politico-militaire et religieux-ecclésiastique et l'administration byzantine maintiendra ses gouverneurs.
Les vallées de Forli sont couvertes par une large zone militarisée qui sépare les terres de l’exarchat de Ravenne de celles soumises à la domination lombarde.
En 754, le pape Étienne II s’accorde avec Pépin le Bref, Roi des Francs, pour jeter les bases d’une domination progressive de l'Église sur ces zones.
Les archevêques de Ravenne continuent d'exercer une pénétration ecclésiastique patrimoniale sur les territoires des Apennins, concédant aux fonctionnaires byzantins le contrôle sur de grandes superficies. Ceci jusqu’au Xe siècle, mais la structure administrative du territoire qui avait son point de référence à Ravenne, tend à se désintégrer et donneront naissance à la dynastie des comtes locaux.
Par exemple, la famille Guidi s'installera à Modigliana, Dovadola et Bagno di Romagna.
En 1059, apparaît le premier témoignage de la présence d'un habitat fortifié appelé « Castrum Carium », qui peut être identifié avec la partie haute de la forteresse, par la présence d’un parchemin sur lequel est citée la transaction d’un certain « Guido de Castrocaro », et qui date la naissance de ce lieu d’habitation.
On pense que, dans le lieu où il y a aujourd'hui un donjon, se dressait une tour primitive en bois à l'époque byzantine pour défendre la ville voisine de Forli.

### XIIe–XIIIesiècles
Les XIIe et XIIIe siècles virent l'émergence progressive de la classe moyenne issue de l'artisanat et du commerce, qui donna naissance aux premières municipalités. Ainsi, avec l’explosion démographique, renaissent les villes de Forlì, Cesena, Faenza qui incluent dans leur champ d’action les villages environnant, avec l’édification des sièges du pouvoir civil (palais communaux, palais du Podestat) et du pouvoir religieux (cathédrales, bâtiments épiscopaux).
Depuis 1118, le château a appartenu à une famille des comtes de Castrocaro, qui ont probablement contribué à renforcer la forteresse du point de vue stratégique et militaire, dont la structure était un refuge pour les habitants tout en permettant le contrôle politique et économique sur le territoire.
Entre le 12 octobre 1160 et le 23 janvier 1164, la présence de l'empereur Frédéric Barberousse dans le château de Castrocaro prouve l'importance stratégique de l'emplacement.
En juin 1179, le château fut assiégé par l'armée impériale à la suite de soupçons de liens entre Castrocaro et la Ligue lombarde, mais résista grâce au soutien des habitants de Faenza.
Le 7 août 1187, fut signé un traité d'alliance entre les comtes et les municipalités de Forli et Ravenne, qui alloue le fort aux milices Forli en cas de guerre.
Le château a également été assiégée en 1213 par Forli qui voulait étendre son contrôle sur la contrée.

### Après leXIIIesiècle
Concernant le réseau routier, le trafic est précarisé sur le plan administratif à cause de la fragmentation des pouvoirs locaux. Aux XIVe et XVe siècles, les dirigeants locaux cherchent à stabiliser la zone de montagne en vue de surmonter cette fragmentation politique : les Malatesta à Cesena, les Calboli et les Ordelaffi à Forlimpopoli et Forli, les Manfredi à Faenza.
Dans les vallées supérieures, la pénétration de la Toscane, qui amène Florence à s'étendre au-delà de l'Apennin: c'est le processus conduisant à la formation de la Romagne toscane en opposition à la Romagne pontificale . Les anciennes voies le long des vallées (du Savio, du Bidente, du Rabbi (affluent du Montone), du Montone, du Marzeno) qui relient la Romagne à la Toscane et Florence, sont remises en état. La Via Emilia conserve son rôle important avec le nom de « Strada Francigena e Maestra ».
En 1564, la ville de Terra del Sole, place résidentielle et cité fortifiée construite pour faire face aux innovations militaires les plus récentes, est jointe à Castrocaro Terme pour former une seule commune.

## Galerie

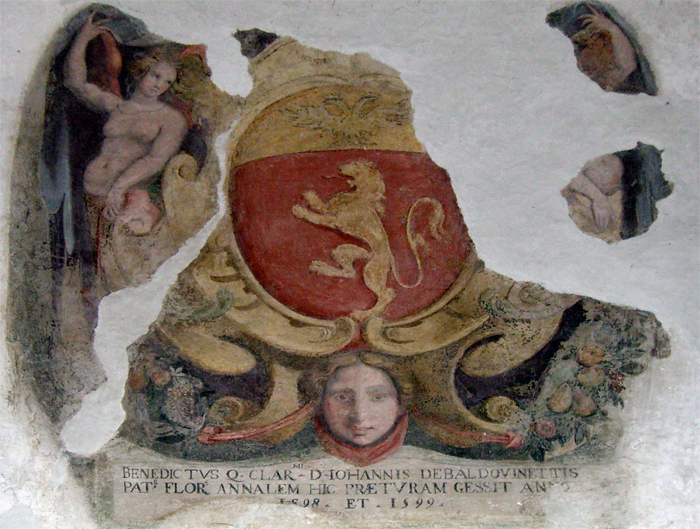
Morceaux de la fresque dans le Palazzo Pretorio, de la fin du XVIe siècle, représentant un lion d’or sur fond rouge, surmonté d’un aigle impérial, l’écusson du bas représente la face d’un des gouverneurs de Terra del Sole

## Sources
- (it) Cet article est partiellement ou en totalité issu de l’article de Wikipédia en italien intitulé « Storia di Castrocaro » (voir la liste des auteurs).